# Klášter svatého Bonifáce (Hünfeld)
Klášter svatého Bonifáce, německy St. Bonifatiuskloster je katolický klášter v Hünfeldu. Je ústředím středoevropské provincie oblátů (OMI).
Klášter svatého Bonifáce byl založen v roce 1895. Jeho plynulý vývoj přerušila až druhá světová válka, když roku 1941 nacisté misionáře z kláštera vyhnali. Svému účelu byl klášter vrácen v roce 1946. V roce 2006 náleželo ke klášteru 35 oblátů a 6 noviců. Klášter se stal ústředím středoevropské provincie oblátů („Hünfelder Oblaten“), založené dne 21. května 2007.